# Dead Zone (Film)
Dead Zone (Alternativtitel: Dead Zone – Der Attentäter, Originaltitel: The Dead Zone) ist ein US-amerikanischer Film des Regisseurs David Cronenberg aus dem Jahr 1983, der eine Mischung aus Horrorfilm und Mystery-Thriller darstellt. In den Hauptrollen sind Christopher Walken, Brooke Adams und Martin Sheen zu sehen. Der Film startete am 18. Mai 1984 in den deutschen Kinos.
Das Drehbuch schrieb Jeffrey Boam auf Basis des Romans Dead Zone – Das Attentat von Stephen King aus dem Jahr 1979. Kings Roman wurde ab dem Jahr 2002 auch als Fernsehserie Dead Zone adaptiert.

## Handlung
Der junge Lehrer Johnny Smith unterrichtet zusammen mit seiner Freundin Sarah Bracknell an einer Schule in Castle Rock, Maine. Als die beiden in einem Vergnügungspark Achterbahn fahren, überkommt ihn ein seltsames Gefühl und er fühlt sich unwohl. Er lehnt eine Einladung zum Übernachten bei ihr ab und gerät auf dem Heimweg in einen schweren Autounfall. Diesen überlebt er nur knapp und fällt ins Koma. Als Smith nach fünf Jahren aus dem Koma erwacht, muss er feststellen, dass seine frühere Freundin bereits verheiratet ist und ein Kind hat.
Smith realisiert, dass er hellseherische Fähigkeiten hat. Er kann die Zukunft der Personen sehen, die er berührt. Ebenso kann er durch seine Gabe die Zukunft verändern. So rettet er das Leben der Tochter seiner Krankenschwester, informiert seinen Arzt, den Neurologen Dr. Sam Weizak, darüber, dass dessen totgeglaubte Mutter noch lebt, und nutzt seine Gabe, um Sheriff Bannerman bei der Jagd nach einem geisteskranken Serienkiller zu helfen, der durch seine Hilfe tatsächlich gefunden wird. Als er einem seiner Privatschüler die Hand schüttelt, sieht er voraus, wie dieser mit einigen Teamkameraden beim Eishockeyspielen ins Eis einbricht und ertrinkt. Er warnt den Jungen, der daraufhin nicht zum Eishockeyspiel geht – zwei seiner Mannschaftskameraden brechen jedoch ein und sterben.
Doch nun werden ihm die schrecklichen Seiten seiner Gabe klar, denn bald sieht er Schlimmes voraus: Als Smith dem Politiker Greg Stillson bei einer Wahlveranstaltung die Hand schüttelt, sieht er, dass Stillson als Präsident der Vereinigten Staaten mutwillig einen Atomkrieg auslösen wird, obwohl eine diplomatische Lösung verfügbar ist.
Smith bereitet daraufhin ein Attentat auf Stillson vor. Dazu will er ihn mit einem Gewehr während einer Wahlkampfveranstaltung erschießen. Doch Stillson bemerkt den Attentäter und greift sich als menschlichen Schutzschild das Kind von Sarah Bracknell, die als dessen Wahlhelferin arbeitet. Smith zögert und wird von Stillsons Leibwächter Sonny Elliman tödlich verwundet. Als er im Sterben liegt, berührt ihn Stillson erneut. Smith sieht ein Bild des Politikers mit dem Kind als Schutzschild auf einer Titelseite. Das Ereignis wird dessen politische Karriere beenden, worauf er Selbstmord begehen wird. Die letzten Worte Smiths richten sich an den Politiker und lauten: „Sie sind am Ende.“ Dann stirbt er in den Armen Bracknells, die sagt: „Ich liebe dich.“

## Synchronisation
Die deutsche Synchronisation wurde von der Berliner Synchronfirma Interopa Film erstellt.
| Rolle             | Schauspieler       | Synchronsprecher         |
| ----------------- | ------------------ | ------------------------ |
| Johnny Smith      | Christopher Walken | Joachim Tennstedt        |
| Sarah Bracknell   | Brooke Adams       | Traudel Haas             |
| Sheriff Bannerman | Tom Skerritt       | Jürgen Kluckert          |
| Dr. Sam Weizak    | Herbert Lom        | Klaus Miedel             |
| Roger Stuart      | Anthony Zerbe      | Horst Schön              |
| Henrietta Dodd    | Colleen Dewhurst   | n/a                      |
| Greg Stillson     | Martin Sheen       | Rolf Schult              |
| Frank Dodd        | Nicholas Campbell  | Ulrich Gressieker        |
| Herb Smith        | Sean Sullivan      | Friedrich W. Bauschulte  |
| Vera Smith        | Jackie Burroughs   | Gudrun Genest            |
| Sonny Elliman     | Géza Kovács        | Engelbert von Nordhausen |
| Alma Frechette    | Roberta Weiss      | n/a                      |
| Vizepräsident     | Ken Pogue          | Alexander Herzog         |

## Produktion und Veröffentlichung
Die Dreharbeiten fanden im kanadischen Ontario statt. Die Produktionskosten betrugen ca. 10 Millionen US-Dollar.
Filmstart in den USA und Kanada war der 21. Oktober 1983. Das Einspielergebnis in den Kinos der USA belief sich auf rund 20,8 Millionen US-Dollar. In den deutschen Kinos lief der Film am 18. Mai 1984 an.

## Kritiken
Roger Ebert schrieb in der Chicago Sun-Times vom 26. Oktober 1983, dass der Film das mache, was nur gute Thriller mit übernatürlichen Kräften machen würden: Er lasse den Zuschauer vergessen, dass übernatürliche Kräfte am Werk seien. Der Film sei zum Teil pathetisch, was der Zuschauer jedoch akzeptieren würde. Ebert lobte die Darstellungen von Christopher Walken, Brooke Adams, Tom Skerritt, Herbert Lom und Martin Sheen.

„Größtenteils spannender Polit-Thriller nach Stephen King – etwas unscharf in der psychologischen Motivation, aber mit treffenden Seitenhieben auf das politische Klima in den USA.“

## Auszeichnungen
Der Film gewann als Bester Horrorfilm im Jahr 1984 den Saturn Award. Des Weiteren wurden Christopher Walken als bester Darsteller, David Cronenberg als bester Regisseur und Jeffrey Boam als bester Autor jeweils für denselben Preis nominiert.
David Cronenberg wurde 1984 mit dem Kritikerpreis des Avoriaz Fantastic Film Festivals ausgezeichnet und für den Großen Jurypreis nominiert. Außerdem bekam er 1984 zwei Auszeichnungen des Mostra Internazionale del Film di Fantascienza e del Fantastico di Roma verliehen.